# مندلون

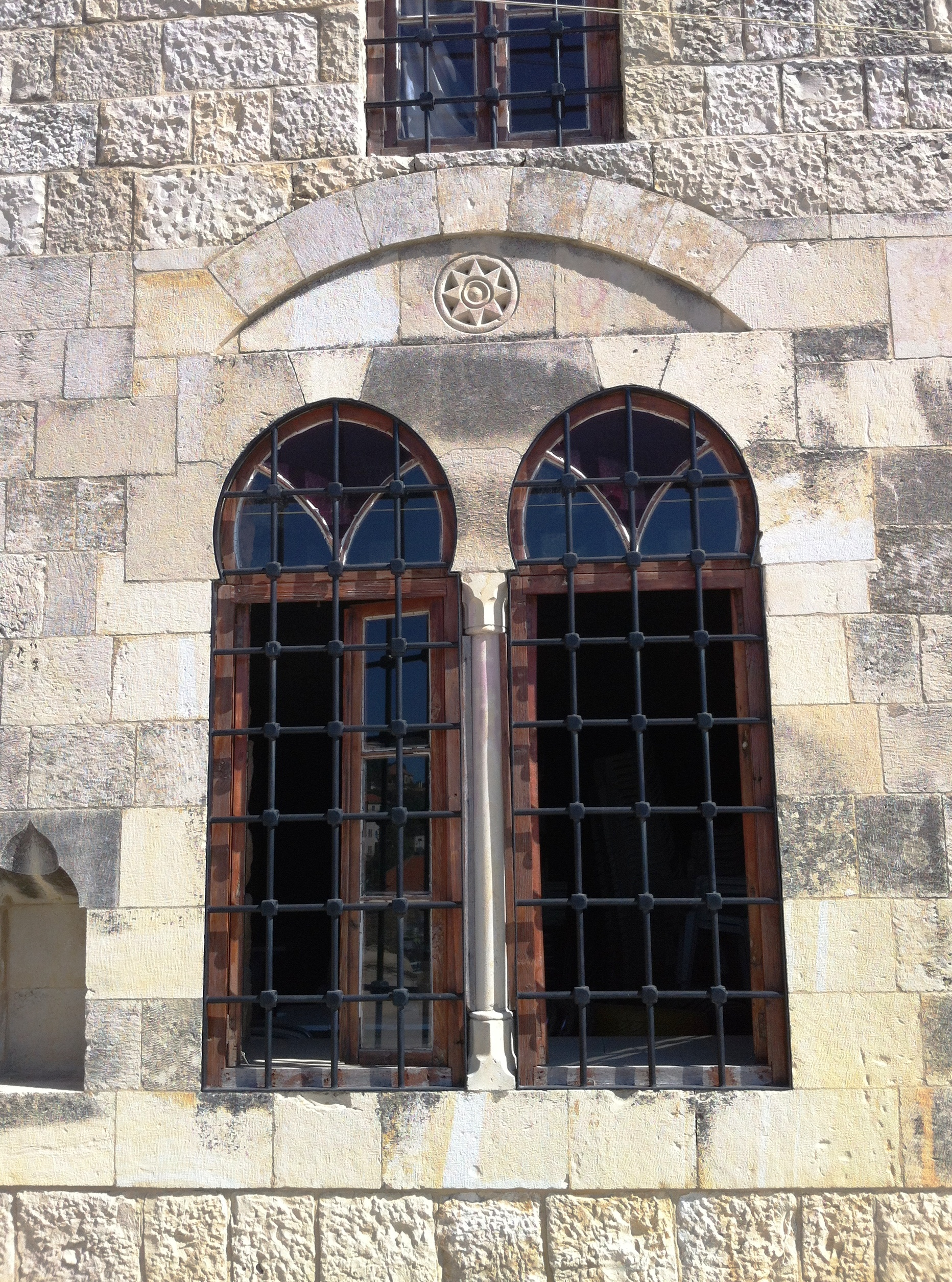
المندلون من القرن السابع عشر كنيس دير القمر.

المندلون مصطلح يُعطى لنوع من النوافذ المموهة. المندلون هو عنصر من عناصر العمارة التقليدية في لبنان ظهر لأول مرة في القصور الفخمة التي تعود إلى القرن السابع عشر ثم في المنازل المحلية في جبال لبنان.

## علم أصول الكلمات
مصطلح المندلون مجهول الأصل ولا يشتق من أي جذر لفظي عربي. فريدريك راجيت، مؤلف كتاب عن العمارة اللبنانية، يشير إلى أصل إيطالي ويربط المصطلح بالمندولينو الإيطالي، وهو آلة موسيقية في عائلة العود. استنتجت راجيت أن ترتيب المندلون وموقعه كان مواتياً لمشغل الآلة الموسيقية، وبالتالي التسمية. يتم تعزيز هذه النظرية من خلال حقيقة أن اللغة الإيطالية كانت اللغة الأجنبية الأكثر انتشارًا من قبل الأعيان كما لاحظ جيرارد دي نيرفال في روايته عام 1851، رحلة في الشرق.
تحدث الأمير معي لفترة طويلة عن عائلته ، وعن الرحلات التي قام بها جده إلى أوروبا والتكريم الذي حصل عليه هناك. كان يتحدث الايطالية جيدا مثل معظم أمراء وشيوخ لبنان.

## تاريخ

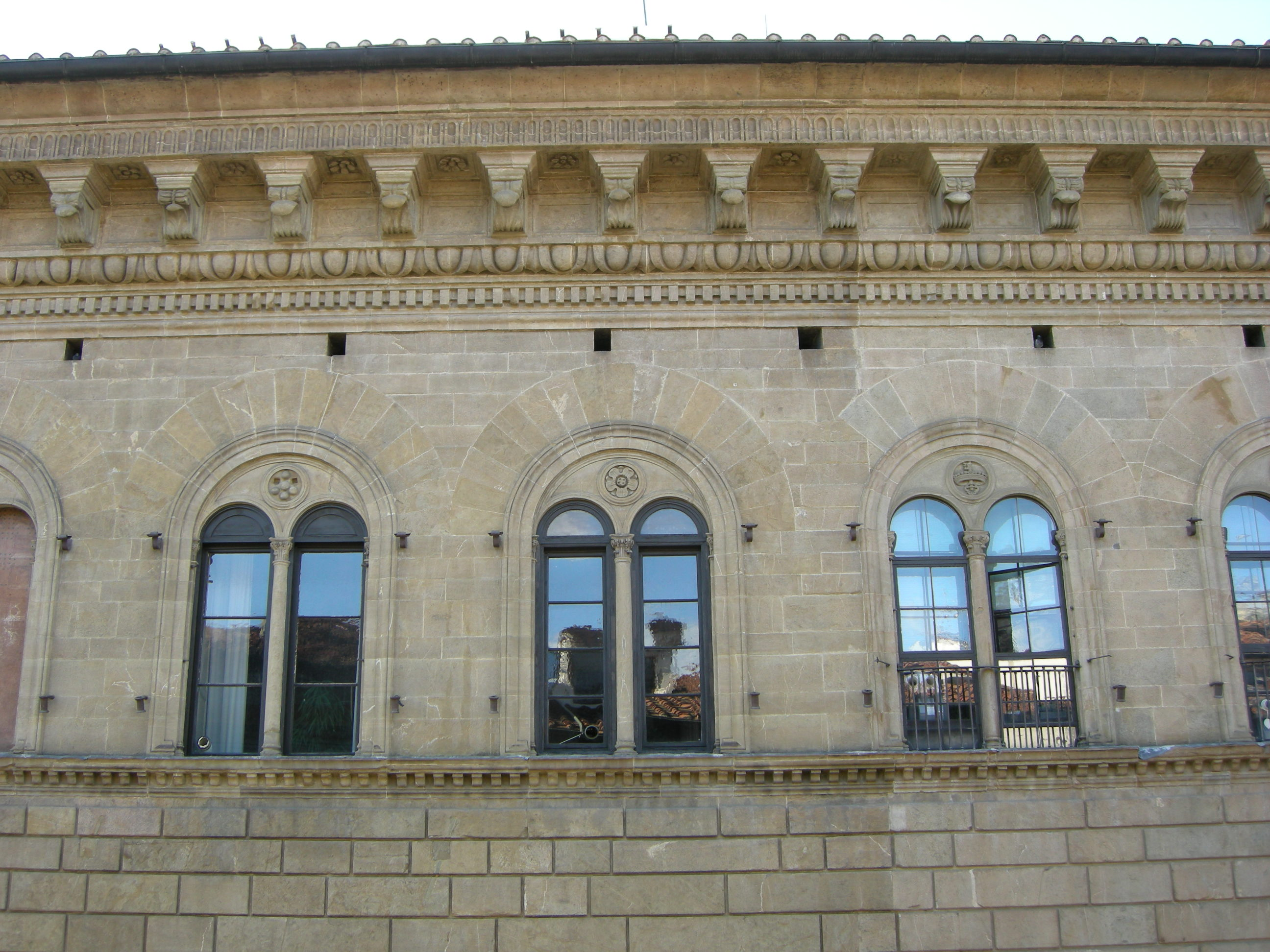
النوافذ المربعة، المعروفة باسم biforas في قصر ميديشي ريكاردي، حيث قضى فخر الدين العام الأخير من منفاه.

في عام 1608، أبرم أمير لبنان فخر الدين الثاني تحالفًا اقتصاديًا وعسكريًا سريًا مع دوق توسكانا الأكبر ضد الهيمنة العثمانية. وبسبب القلق، أرسل العثمانيون محافظ دمشق لشن هجوم على لبنان من أجل تقليص قوة فخر الدين المتنامية. اختار فخر الدين اللجوء إلى إيطاليا من عام 1613 حتى عام 1618 حيث استضافه كوزيمو الثاني دي ميديشي، دوق توسكانا الأكبر. أقام فخر الدين في شقة البابا ليو العاشر في قصر فيكيو ولاحقًا في قصر ميديشي ريكاردي؛ كما استقبله كوزيمو الثاني في قصر بيتي حيث تعرض للعمارة الفلورنسية وخاصة البيفورا، وهو نوع من النوافذ المعلقة التي زينت واجهات قصور عصر النهضة الفلورنسي.
قبل عودته من المنفى، استأنف فخر الدين قائمة طويلة من الحرفيين في بلاط ميديشي لكن أربعة فقط جاءوا إلى لبنان. كان الحرفيون الذين وصلوا عام 1631 يحسبون شيولي، وهو نحات ومهندس فاني. هؤلاء الحرفيون الذين أدخلوا عناصر من العمارة الإيطالية، بما في ذلك البيفورا، اضطروا إلى مغادرة لبنان على عجل في عام 1633 عندما تم عزل فخر الدين. كان برج الكشاف أحد أقدم المعالم الأثرية التي احتوت على شكل آخر للشق السفلي والذي سيعرف محليًا باسم المندلون، وهو برج مراقبة بناه فخر الدين في ضواحي مدينة بيروت المحاطة بالأسوار. تم تدمير البرج عام 1870.

## وصف
تم بناء المندلون بالحجر الجيري المحلي ويتكون من عمود عمودي دقيق يشكل قسماً بين وحدتين من النافذة. يعلو المندلون التقليدي دائمًا قوس تفريغ وغالبًا ما يقترن بصناديق زهور معلقة. كانت المندلون تقع عادة في جزء بارز من المنازل والقصور.